# Магнус Арведсон
Магнус Арведсон (швед. Magnus Arvedson; нар. 25 листопада 1971, Карлстад) — колишній шведський хокеїст, що грав на позиції крайнього нападника. Грав за збірну команду Швеції.

## Ігрова кар'єра
Хокейну кар'єру розпочав на батьківщині 1990 року виступами за команду «Еребру IK».
1997 року був обраний на драфті НХЛ під 119-м загальним номером командою «Оттава Сенаторс».
Протягом професійної клубної ігрової кар'єри, що тривала 14 років, захищав кольори команд «Еребру IK», «Оттава Сенаторс», «Ванкувер Канакс» та «Фер'єстад» (Елітсерія).
Загалом провів 486 матчів у НХЛ, включаючи 52 гри плей-оф Кубка Стенлі.
Виступав за збірну Швеції.

## Тренерська робота
З 30 березня 2007 головний тренер шведського клубу Мора ІК. З сезону 2011/12 тренує інший шведський клуб Форшага ІФ.

## Нагороди та досягнення
- Чемпіон Швеції в складі клубу «Фер'єстад» — 1997.
- Срібний призер чемпіонату світу 1997.

## Статистика
| Сезон        | Клуб              | Ліга         | Регулярний сезон | Регулярний сезон | Регулярний сезон | Регулярний сезон | Регулярний сезон | Плей-оф | Плей-оф | Плей-оф | Плей-оф | Плей-оф |
| Сезон        | Клуб              | Ліга         | І                | Г                | П                | О                | ШХ               | І       | Г       | П       | О       | ШХ      |
| ------------ | ----------------- | ------------ | ---------------- | ---------------- | ---------------- | ---------------- | ---------------- | ------- | ------- | ------- | ------- | ------- |
| 1990–91      | Еребру IK         | Дивізіон I   | 29               | 7                | 11               | 18               | 12               | 2       | 0       | 1       | 1       | 2       |
| 1991–92      | Еребру IK         | Дивізіон I   | 32               | 12               | 21               | 33               | 30               | 7       | 4       | 4       | 8       | 4       |
| 1992–93      | Еребру IK         | Дивізіон I   | 36               | 11               | 18               | 29               | 34               | 6       | 2       | 1       | 3       | 0       |
| 1993–94      | «Фер'єстад»       | Елітсерія    | 16               | 1                | 7                | 8                | 10               | —       | —       | —       | —       | —       |
| 1994–95      | «Фер'єстад»       | Елітсерія    | 36               | 1                | 6                | 7                | 45               | 4       | 0       | 0       | 0       | 6       |
| 1995–96      | «Фер'єстад»       | Елітсерія    | 40               | 10               | 14               | 24               | 40               | 8       | 0       | 2       | 2       | 10      |
| 1996–97      | «Фер'єстад»       | Елітсерія    | 48               | 13               | 11               | 24               | 36               | 14      | 4       | 7       | 11      | 8       |
| 1997–98      | «Оттава Сенаторс» | НХЛ          | 61               | 11               | 15               | 26               | 36               | 11      | 0       | 1       | 1       | 6       |
| 1998–99      | «Оттава Сенаторс» | НХЛ          | 80               | 21               | 26               | 47               | 50               | 3       | 0       | 1       | 1       | 2       |
| 1999–00      | «Оттава Сенаторс» | НХЛ          | 47               | 15               | 13               | 28               | 36               | 6       | 0       | 0       | 0       | 6       |
| 2000–01      | «Оттава Сенаторс» | НХЛ          | 51               | 17               | 16               | 33               | 24               | 2       | 0       | 0       | 0       | 0       |
| 2001–02      | «Оттава Сенаторс» | НХЛ          | 74               | 12               | 27               | 39               | 35               | 12      | 2       | 1       | 3       | 4       |
| 2002–03      | «Оттава Сенаторс» | НХЛ          | 80               | 16               | 21               | 37               | 48               | 18      | 1       | 5       | 6       | 16      |
| 2003–04      | «Ванкувер Канакс» | НХЛ          | 41               | 8                | 7                | 15               | 12               | —       | —       | —       | —       | —       |
| Усього в НХЛ | Усього в НХЛ      | Усього в НХЛ | 434              | 100              | 125              | 225              | 241              | 52      | 3       | 8       | 11      | 34      |